# Алеотти, Джованни Баттиста
Джованни Баттиста Алеотти (итал. Giovan Battista Aleotti; 1546, Арджента — 12 декабря 1636, Феррара) — итальянский архитектор, военный инженер, гидролог, декоратор эпохи барокко.

## Биография
Ученик А. Палладио. Двадцать два года с 1571 по 1593 г. состоял придворным архитектором на службе у герцога Феррары, Модены и Реджио Альфонсо II д'Эсте. В 1598 был избран городским архитектором Феррары, где по его проекту в 1606 году был построен театр при «Академии неустрашимых», считавшийся в то время одним из красивейших в Италии (сгорел в 1679 г.).
С 1608 по 1624 год занимался проведением праздников и театральных премьер в Ферраре, в это время создал специальное приспособление для сцены, которое позволяло быстро менять театральные декорации. В 1628 году, во время открытия Театра Фарнезе в Парме, он представил задний фоновый занавес, изобретённый им, с двигающимися частями украшений, которые в XVII веке вытеснили периакты.
Имя Алеотти получило мировую известность в связи с постройкой в 1618—1619 годах по его проекту Театра Фарнезе в Парме во дворце герцога Пармы и Пьяченцы Рануччо I Фарнезе.
Создал ряд церквей, публичных зданий, театров, занимался сооружением фортификационных укреплений и др.
Алеотти — автор трактатов, посвященных сценографии.
Его дочь Виттория Алеотти (ок. 1575 — после 1620) — итальянская монахиня-августинка, органист и композитор.

## Избранные архитектурные проекты
- Церковь Санта-Мария-делла-Ротонда в Ферраре (1597)
- Церковь Санта-Мария-дель-Квартье в Парме (1604)
- Театральная академия дель Интрепиди в Ферраре (1606)
- Ла Гранде Сала в Ферраре (1612)
- Церковь Санти Карло в Ферраре (1612)
- Церковь Санта-Барбара в Ферраре (1612)
- Театр Фарнезе в Парме (1618—1619)
- фасад Университета Феррары (в соавт., 1619)

## Галерея
- Церковь Санта-Мария-делла-Ротонда в Ферраре  в 2007 г.
- Церковь Санти Карло в Ферраре в 2010 г.
- Церковь Санта-Барбара в Ферраре в 2014 г.
- Церковь  Санта-Мария-дель-Квартье в Парме
- Театр Фарнезе в 2008  г.